# Jesse James (bandita)
Jesse James (Clay megye, Missouri, 1847. szeptember 5. – St. Joseph, Missouri, 1882. április 3.) a vadnyugat egyik leghírhedtebb banditája. Missouriban született. Apja farmer és baptista prédikátor volt, aki a kaliforniai aranyláz idején halt meg, néhány évvel fia születése után.

## Életrajza
Jesse az amerikai polgárháborúban esett át a tűzkeresztségen, amikor 17 évesen (1864) beállt Charles Quantrill “ezredes” szabadcsapatába, ahol testvérével és a Younger-fivérekkel egy „Véres” Bill Anderson nevű gyilkos alatt szolgáltak. A déliekkel szimpatizáló egység nem riadt vissza a gyilkosságoktól, vonat- és bankrablásoktól, valamint zsarolásoktól sem, minthogy nem szerepeltek semmiféle zsoldfizetési listán, és a reguláris konföderációs erők mindenféle nyílt kapcsolatot megtagadtak velük.
Jesse rendkívül forrófejű és meggondolatlan volt, míg Frank - a testvére - sokkal nyugodtabb, körültekintőbb, az ő kezéhez viszonylag kevés vér tapad.
A háború végén a szövetségi erők hajtóvadászatot indítottak Quantrill gerillái és a többi szabadcsapatos ellen a polgárháborúban elkövetett bűntettek miatt. Aki viszont önként jelentkezett, elkerülte a kötél általi halált. Frank így tett, ezért szabadlábra helyezték, de Jesse tovább bujkált. Egy Lexington mellett vívott összecsapás során súlyosan megsebesült, s úgy tűnt, a halálán van, ezért hazaengedték, hogy inkább otthon haljon meg, de szerencsésen felgyógyult, majd hamarosan saját számlájára kezdett el dolgozni.
A Youngerekkel és Frankkel külön bandát alapított, és már 1866-ban kiraboltak egy bankot Libertyben, ahol hatvanezer dollárt zsákmányoltak.
1869-ben Gallatinban majdnem elfogták őket, ezért 1871-ig nem hajtottak végre támadásokat. Ezután Iowában kezdték újra a rablásokat. A leglátványosabb cselekményt Gallatinban követték el, ahol a bank kirablása után a vasárnapi istentiszteletet Jesse félbeszakította, mondván, hogy kirabolták a bankot, és jobban tennék, ha odamennének az emberek. Kansasban egy piacot fosztottak ki, és úgy lovagoltak el onnan pisztolyaikat durrogtatva, mintha egy vadnyugati cirkuszban lennének.
1873-ban egy chicagói vonatot siklattak ki, melyen állítólag aranyrudat és 100 ezer dollárt szállítottak, de végül csak pár ezer dollárt találtak. A további vonatrablásokban viszont már 135 ezer dollárt zsákmányoltak.
A hatóságok tehetetlenségét látva, a bankárok és vasúttársaságok felbérelték a Pinkerton Ügynökséget, hogy kerítse kézre Jesse James-t és embereit. A neves detektíviroda azonban északi eredete miatt nem volt túl népszerű a korábban többségében a déliekkel szimpatizáló lakosság körében, ezért nem is jártak sikerrel a Jesse James elleni akcióik. A Pinkerton ráadásul az északi titkosszolgálatot szervezte a polgárháború alatt a déli területeken, így még a Jesse-től szenvedő lakosság körében is inkább ellenségként tekintettek az ügynökökre, akik ráadásul végzetes hibát követtek el azzal, hogy megpróbálták megölni Jesse-t. Egyikük pokolgépet hajított be a James-testvérek anyjának házába, ahol viszont Jesse helyett édesanyja és kiskorú féltestvére tartózkodott. Anyjának kezét leszakította a robbanás, a kisfiú pedig életét vesztette. A tett brutalitása nem különbözött Jesse tetteitől, így a lakosság végleg ellenük hangolódott, s egyre erősebb volt a gyilkos bandita iránt a rokonszenv, amely az elbukott konföderáció iránti hazafiasságban is gyökerezett.
Ezzel szemben Jesse a legcsekélyebb értelemben sem volt hős. Több embert megölt rablásai során, nemcsak rendőri személyeket, hanem civileket is, mert szemtanúk voltak. Ismert, hogy minden bankrablásnál a pénztárosokat egyszerűen merő szórakozásból agyonlőtte, arra hivatkozva, hogy egy gyűlölt jenki tisztre emlékezteti valamennyi.
1876. szeptember 7-én a bandát Northfieldben (Minnesota) nagy veszteség érte. A helység polgárai összefogtak ellenük, majd a menekülőket követték a hegyekbe. Sok banditát megöltek, másokat – mint pl. a Younger-fivéreket – elfogtak. Csak Jesse-nek és Franknek sikerült elmenekülnie. Ezután egy ideig álnéven bujkáltak. Bukásukat az okozta, hogy újra elkezdtek fosztogatni. Jesse fejére hatalmas vérdíjat tűztek ki. Az egyik embere, Robert (sokan Bobnak becézték) Ford megegyezett a hatóságokkal, hogy büntetlenségért és a 10 ezer dolláros vérdíjért végez Jesse James-szel. Napokig várt a megfelelő alkalomra, hogy a bandavezér fegyvertelen legyen. Tettét akkor hajtotta végre, amikor egyik reggel Jesse letette a pisztolyövét, és egy székre állva, a falon függő képről törölte le a port. Ekkor Ford hátulról fejbelőtte.

## Sírfelirata
Jesse James

Meghalt 1882. április 3-án

Élt 34 évet, 6 hónapot és 28 napot 

Egy gyáva áruló gazfickó lőtte le, aki nem érdemli meg, hogy nevét ideírják.

## A banda
A banda családi vállalkozásként működött. Tagja volt még Jesse bátyja, Frank és unokatestvéreik, a Younger-fivérek. Frank James-ről feljegyezték, hogy imádott szónokolni, valamint William Shakespeare-től és a Bibliából idézni.

## Emlékezete
Jesse James személyéhez már életében is sok legendás történet fűződött. Halála után ezek száma megsokszorozódott. A vadnyugati balladákon és színes ponyvaregényeken kívül számtalan mozifilm is megörökíti élettörténetét. Érdemes megemlíteni, hogy ezek közül az első 1921-ben készült, és a híres bandita szerepét fia, ifjabb Jesse James játszotta.
Életének egy részét és halálát dolgozza fel meglehetősen történelemhűen a Jesse James meggyilkolása, a tettes a gyáva Robert Ford (Assassination of Jesse James by  Coward Robert Ford) című amerikai mozi. A film hűen mutatja be, hogy James milyen alávaló és álnok alak volt, ezáltal némileg elfogadhatóbb színben feltüntetve a Ford által elkövetett orgyilkosságot.
A déli államok azon lakosságának körében, akik még mindig hisznek a Amerikai Konföderációs Államok eszméjében, valamint más hőskultuszok amerikai híveiben, Jesse James egy makulátlan hős, egy Robin Hood, akit csak az igazságtalan államhatalom tiport el. Ezzel szemben nem hajlandók tudomásul venni azt a tényt, hogy Jesse hidegvérrel ölt, a háború után már nem volt híve a konföderációnak, hanem csak a pénzszerzés vágya hajtotta.
Jesse James és bandája nem az egyetlen kalandorcsapat Missouri területén. A polgárháború előtt is hemzsegtek az effajta banditák az egész államban, amelyek gyakran politikai indítékokkal próbálták leplezni tetteiket. Így például voltak rabszolgaság-párti, illetve rabszolgaság-ellenes bandák is, amelyek egymással véres csatározásokat folytattak, s aminek a helyi civil lakosság itta meg a levét. A polgárháborúval Missouriban a két csoport között is nyílt fegyveres harc tört ki, melynek azt lett az eredménye, hogy több megye egészen elnéptelenedett a gyilkosságok és a lakosság elűzése miatt. A háború végeztével sem szűntek meg a villongások a két párt között, és tovább garázdálkodtak a banditák a vidékeken.